# Mitsuyuki Yoshihiro
Mitsuyuki Yoshihiro (jap. 吉弘 充志, Yoshihiro Mitsuyuki; * 4. Mai 1985 in der Präfektur Yamaguchi) ist ein ehemaliger japanischer Fußballspieler.

## Karriere

### Verein
Yoshihiro erlernte das Fußballspielen in der Schulmannschaft der Hiroshima Minami High School. Seinen ersten Vertrag unterschrieb er 2004 bei Sanfrecce Hiroshima. Der Verein spielte in der höchsten Liga des Landes, der J1 League. 2007 erreichte er das Finale des Kaiserpokal. Für den Verein absolvierte er 26 Erstligaspiele. 2008 wechselte er zum Ligakonkurrenten Consadole Sapporo. Am Ende der Saison 2008 stieg der Verein in die J2 League ab. Für den Verein absolvierte er 69 Spiele. 2011 wechselte er zum Ligakonkurrenten Ehime FC. 2012 wechselte er zum Ligakonkurrenten Tokyo Verdy. Danach spielte er bei FC Machida Zelvia, Renofa Yamaguchi FC, MIO Biwako Shiga und FC Maruyasu Okazaki. Ende 2017 beendete er seine Karriere als Fußballspieler.

### Nationalmannschaft
Mit der japanischen U20-Nationalmannschaft qualifizierte er sich für die Junioren-Fußballweltmeisterschaft 2005.

## Erfolge
Sanfrecce Hiroshima
- Kaiserpokal

Finalist: 2007